# Muszynka
Muszynka is een plaats in het Poolse district Nowosądecki, woiwodschap Klein-Polen. De plaats maakt deel uit van de gemeente Krynica-Zdrój en telt 410 inwoners.